# Xylotrechus sagittatus
Xylotrechus sagittatus es una especie de escarabajo longicornio del género Xylotrechus. Fue descrita científicamente por Germar en 1821.
Se distribuye por México, Canadá (Manitoba) y los Estados Unidos (Arizona, Florida, Maine). Mide 12-26 milímetros de longitud. El período de vuelo ocurre en los meses de mayo, junio, julio, agosto, septiembre y octubre.
Las larvas se alimentan de coníferas.

## Ciclo de vida
Los adultos se mantienen activos en árboles descompuestos (generalmente en la corteza). Los huevos se depositan en la corteza del árbol y las larvas se alimentan en la albura. La pupación ocurre en la parte interna del árbol y el ciclo de vida se da anualmente.